# McDonnell Douglas DC-X
Il McDonnell Douglas DC-X, conosciuto anche come Delta Clipper-Experimental (DCX), costruito dalla McDonnell Douglas negli stabilimenti di Huntington Beach tra il 1991 e il 1993, doveva essere il modello in scala 1:3 di un razzo vettore riutilizzabile a unico stadio sviluppato dalla NASA e dal Strategic Defense Initiative Organization (SDIO).
Nell'agosto del 1993 effettua il suo primo volo e ne completa tre quando la SDIO decide di interrompere il programma.
Quando furono trovati finanziamenti aggiuntivi, si effettuarono altri cinque voli prima di rispedirlo a Huntington Beach per essere trasformato nel DC-XA.
Lo scopo del progetto non era quello di creare un vero e proprio vettore per alte orbite e velocità elevate, ma di dimostrare la possibilità di effettuare atterraggi verticali morbidi con un razzo riutilizzabile. La differenza tra il DC-X e gli altri razzi, infatti stava proprio nella capacità di effettuare tali atterraggi.
Ora che il progetto è terminato, gli ingegneri della NASA non escludono che alcune innovazioni del Delta Clipper possano tornare attuali grazie alla necessità di un razzo simile per l'esplorazione di Marte.
| N° volo | Data del lancio   | Ora (MDT*) | Durata (s) | Altezza (m) | Descrizione |
| ------- | ----------------- | ---------- | ---------- | ----------- | --- |
| 1       | 18 agosto 1993    | 16:43      | 59         | 46          | Verificato sistema di controllo di volo e capacità di atterraggio verticale.                                         |
| 2       | 11 settembre 1993 | 11:12      | 66         | 92          | Controllo delle modalità di atterraggio e ascesa ed indagine sugli effetti di messa a terra.                         |
| 3       | 30 settembre 1993 | 10:30      | 72         | 370         | Rollio a 180°; dati di aerostabilità.                                                                                |
| 4       | 20 giugno 1994    | 08:42      | 136        | 870         | Pieno carico di carburante; altimetro radar in ciclo di controllo.                                                   |
| 5       | 27 giugno 1994    | 08:37      | 78         | 790         | Aborto del volo dopo esplosione di idrogeno gassoso; il veicolo dimostra capacità di atterraggio automatico.         |
| 6       | 16 maggio 1995    | 09:40      | 124        | 1330        | Continuata estensione del lasso di volo; angolo di attacco costante.                                                 |
| 7       | 12 giugno 1995    | 08:38      | 132        | 1740        | Primo utilizzo dei propulsori del sistema di controllo di reazione; AOA* da 0 a 70.                                  |
| 8       | 7 luglio 1995     | 07:02      | 124        | 2500        | Volo finale; dimostrata manovra di ritorno; il rivestimento si spacca durante un atterraggio a 4.2672 m/s (14 ft/s). |

- MDT - fuso orario degli Stati Uniti Centrali
- AOA - Angle of Attack (angolo d'attacco)